# Hoy empiezo a acordarme
Hoy empiezo a acordarme es el nombre de una novela de Miguel Donoso Pareja publicado en 1997.
La obra de Donoso se convierte en un espacio donde la realidad, la imaginación y el símbolo se entrelazan, invitando al lector a un viaje laberíntico a través de la ambigüedad y la exploración de los límites de la identidad.

## Resumen
Es una de sus novelas más ambiciosas donde explora la dificultad de recordar la historia a través de J, un personaje que se une a una secta de marinos marcados por la ausencia de un puerto, justificando su existencia en el viaje sin retorno. J navega por una ruta trazada por nombres de conchas marinas (Cyprea), simbolizando un erotismo imposible y la constante transitoriedad de sus amores.
J se presenta como una fusión de Don Juan y el Quijote, combinando la despreocupación con la reflexión. A diferencia de los Don Juanes tradicionales, J cuestiona su propia visión del mundo, reconstruyendo su historia a través de la memoria y descubriendo que esta es, en esencia, la historia del olvido. La narración se desarrolla de forma oblicua, a través de la evocación, mostrando a J como un individuo complejo y contradictorio.
J se presenta como un extranjero en tránsito, donde cada puerto es una reafirmación de su condición de viajero sin retorno. Su sistema de clasificación, basado en un catálogo de conchas marinas, despoja a las cosas de su nombre, subordinándolas a su memoria particular. La búsqueda de J no es por la identidad, sino por el tránsito mismo, un fluir constante que desafía la nada y el deseo. La novela se convierte en un territorio de traducción simultánea, donde lo colectivo y lo individual se entrelazan, creando un espacio de repetición del desencanto y la imposibilidad.

### La memoria
La memoria de J se estructura como un catálogo de conchas marinas, donde cada nombre latino representa un icono que engloba un tipo de amor. La primera trama presenta a J como un Don Juan, pero una lectura más atenta revela a un personaje que se observa a sí mismo en tercera persona, capaz de distanciarse y asumirse como una invención. Esta complejidad inicial se profundiza a medida que avanza la narración, revelando las múltiples capas de su identidad y su lucha interna. Además, Lla memoria de J se aleja de la representación fiel de la realidad, transformándose en una metáfora de la escritura y la recreación imaginativa. Sus recuerdos, condensados en iconos de conchas marinas (Cyprea), se activan al interactuar con su entorno en Guayaquil, fusionando pasado y presente. Este proceso revela la complejidad de su psique, donde la escritura y el amor se entrelazan en la búsqueda de un "Amor" esquivo. Por otro lado, la memoria de J no sigue una estructura lineal, sino que superpone imágenes y símbolos, difuminando los límites entre lo público y lo privado, el ayer y el hoy. Esta reconstrucción del pasado, a través de descripciones sensoriales y encuentros fortuitos, impregna su vida cotidiana de un carácter íntimo e irónico. La vida se percibe como una seducción constante, un juego entre el yo y el nosotros, donde los recuerdos se entrelazan sin jerarquía, imitando la naturaleza caótica de la memoria humana. Por último, la memoria de J se convierte en un laberinto donde el olvido y la imposibilidad conducen a la angustia, un círculo vicioso de consumirse a sí mismo. La escritura, como reconstrucción de la memoria, revela un callejón sin salida, donde la identidad de J se diluye en un juego de caleidoscopio, un sujeto de deseo inasible. La novela subvierte la figura tradicional del Don Juan, presentando a J no como un marginado, sino como un individuo que cuestiona su propia representación y el marco categorial que lo define.

## Estilo
La búsqueda del amor y la identidad se convierte en un viaje plagado de imágenes fugaces, donde el encuentro con lo buscado produce desgarramiento y vértigo. J se enfrenta a la imposibilidad de la unión, vislumbrando su alma en otro cuerpo que se desvanece al acercarse. La sensación de pérdida y la percepción del amor como una casa sin entrada generan espanto, revelando la fragilidad de la memoria y la naturaleza esquiva del encuentro.
La obra de Donoso se presenta como un laberinto verbal, un espacio donde la realidad, la imaginación y el símbolo se fusionan. La novela no busca la satisfacción intelectual, sino la experiencia vital, la confrontación con la otredad y la exploración de los límites de la identidad. La lectura se convierte en un acto de inmersión en la ambigüedad, un viaje a través de los pasajes laberínticos de la memoria y el deseo, donde el lector se enfrenta a sus propias sombras y a la imposibilidad de aprehender la totalidad.